# Vollenhovia bengakalisi
Vollenhovia bengakalisi é uma espécie de formiga do gênero Vollenhovia, pertencente à subfamília Myrmicinae.